# Unione Sportiva Salernitana 1960-1961
Questa pagina raccoglie i dati riguardanti l'Unione Sportiva Salernitana nelle competizioni ufficiali della stagione 1960-1961.

## Stagione
La Salernitana, gravemente indebitata, viene messa in liquidazione nell'estate del 1960, ma fortunatamente l'arrivo del commissario straordinario Pasquale Gagliardi scongiura la scomparsa del club.
Per la stagione 1960-1961 il nuovo proprietario della Salernitana ha progetti ambiziosi, e assume come allenatore Héctor Puricelli ex attaccante del Milan. Tuttavia la scarsità di reti segnate dalla squadra la fanno scivolare in fondo alla classifica, cosicché dopo il pareggio interno col Crotone provvisoriamente Mario Saracino, allenatore in seconda, prende il posto di Puricelli. Dopo una settimana viene a sua volta sostituito da Silvio Di Gennaro, il quale porta la Salernitana a salvarsi, facendola arrivare al nono posto.

## Divise
La maglia della Salernitana 1960-1961.
| Casa |

## Organigramma societario
Fonte
Area direttiva
- Commissario straordinario: Pasquale Gagliardi
- Segretario: Bruno Somma

Area tecnica
- Allenatore: Héctor Puricelli, dal 5/12/1960 Mario Saracino, dal 13/12/1960 Silvio Di Gennaro
- Allenatore in seconda: Mario Saracino
- Preparatore atletico: Vittorio Gallo
- Magazziniere: Pasquale Sammarco

Area sanitaria
- Medico sociale: William Rossi
- Massaggiatore: Alberto Fresa

## Rosa
Fonte
| N. |                   | Ruolo | Calciatore        |
| -- | ----------------- | ----- | ----------------- |
|    | Italia (bandiera) | P     | Franco Biccari    |
|    | Italia (bandiera) | P     | Brenno Fontanesi  |
|    | Italia (bandiera) | P     | Luciano Giglietti |
|    | Italia (bandiera) | D     | Igino Borriello   |
|    | Italia (bandiera) | D     | Claudio Darni     |
|    | Italia (bandiera) | D     | Cesare Franchini  |
|    | Italia (bandiera) | D     | Luigi Macripò     |
|    | Italia (bandiera) | D     | Guglielmo Magazzù |
|    | Italia (bandiera) | C     | Alfonso Barone    |
|    | Italia (bandiera) | C     | Rodolfo Beltrandi |
|    | Italia (bandiera) | C     | Felice Marano     |

| N. |                   | Ruolo | Calciatore         |
| -- | ----------------- | ----- | ------------------ |
|    | Italia (bandiera) | C     | Giuseppe Nerozzi   |
|    | Italia (bandiera) | C     | Francesco Oreste   |
|    | Italia (bandiera) | C     | Matteo Porpora     |
|    | Italia (bandiera) | C     | Pietro Santin      |
|    | Italia (bandiera) | A     | Vincenzo Calabrese |
|    | Italia (bandiera) | A     | Maurizio Cerbara   |
|    | Italia (bandiera) | A     | Giuseppe Franzò    |
|    | Italia (bandiera) | A     | Gaetano Gaeta      |
|    | Italia (bandiera) | A     | Giuseppe Logaglio  |
|    | Italia (bandiera) | A     | Lido Mazzoni       |
|    | Italia (bandiera) | A     | Giuseppe Smaldone  |
|    | Italia (bandiera) | A     | Roberto Salvi      |

| Salerno 25 settembre 1960 1ª giornata              | Salernitana | 2 – 0 referto | Cirio | Stadio Donato Vestuti |
| \| \| \| \| \| Mazzoni 12’, 56’ \| Marcatori \| \| |             |               |       |                       |
|                                                    |             |               |       |                       |
| Mazzoni 12’, 56’                                   | Marcatori   |               |       |                       |

|                  |           |  |
| Mazzoni 12’, 56’ | Marcatori |  |

| Trapani 2 ottobre 1960 2ª giornata                                                                | Trapani   | 3 – 1 referto        | Salernitana | Campo Aula |
| \| \| \| \| \| Tommasoni 27’ (rig.) Novelli 33’ Nardi 61’ \| Marcatori \| 90’ (aut.) Tommasoni \| |           |                      |             |            |
|                                                                                                   |           |                      |             |            |
| Tommasoni 27’ (rig.) Novelli 33’ Nardi 61’                                                        | Marcatori | 90’ (aut.) Tommasoni |             |            |

|                                            |           |                      |
| Tommasoni 27’ (rig.) Novelli 33’ Nardi 61’ | Marcatori | 90’ (aut.) Tommasoni |

| Salerno 9 ottobre 1960 3ª giornata                          | Salernitana | 1 – 1 referto | Avellino | Stadio Donato Vestuti |
| \| \| \| \| \| Logaglio 65’ \| Marcatori \| 69’ Cerqueni \| |             |               |          |                       |
|                                                             |             |               |          |                       |
| Logaglio 65’                                                | Marcatori   | 69’ Cerqueni  |          |                       |

|              |           |              |
| Logaglio 65’ | Marcatori | 69’ Cerqueni |

| Lecce 16 ottobre 1960 4ª giornata                                                               | Lecce     | 4 – 2 referto                  | Salernitana | Stadio Carlo Pranzo |
| \| \| \| \| \| Gambino 16’, 25’ Luna 41’, 57’ \| Marcatori \| 46’ Franzò 87’ (aut.) Maccagni \| |           |                                |             |                     |
|                                                                                                 |           |                                |             |                     |
| Gambino 16’, 25’ Luna 41’, 57’                                                                  | Marcatori | 46’ Franzò 87’ (aut.) Maccagni |             |                     |

|                                |           |                                |
| Gambino 16’, 25’ Luna 41’, 57’ | Marcatori | 46’ Franzò 87’ (aut.) Maccagni |

| Salerno 23 ottobre 1960 5ª giornata | Salernitana | 0 – 0 referto | L’Aquila | Stadio Donato Vestuti |

| Siracusa 30 ottobre 1960 6ª giornata                     | Siracusa  | 2 – 0 referto | Salernitana | Stadio Comunale |
| \| \| \| \| \| Cacciavillani 66’, 81’ \| Marcatori \| \| |           |               |             |                 |
|                                                          |           |               |             |                 |
| Cacciavillani 66’, 81’                                   | Marcatori |               |             |                 |

|                        |           |  |
| Cacciavillani 66’, 81’ | Marcatori |  |

| Salerno 13 novembre 1960 7ª giornata                     | Salernitana | 2 – 0 referto | Chieti | Stadio Donato Vestuti |
| \| \| \| \| \| Santin 57’ Mazzoni 63’ \| Marcatori \| \| |             |               |        |                       |
|                                                          |             |               |        |                       |
| Santin 57’ Mazzoni 63’                                   | Marcatori   |               |        |                       |

|                        |           |  |
| Santin 57’ Mazzoni 63’ | Marcatori |  |

| Cosenza 20 novembre 1960 8ª giornata                  | Cosenza   | 2 – 0 referto | Salernitana | Stadio Emilio Morrone |
| \| \| \| \| \| Ardit 71’ Lenzi 81’ \| Marcatori \| \| |           |               |             |                       |
|                                                       |           |               |             |                       |
| Ardit 71’ Lenzi 81’                                   | Marcatori |               |             |                       |

|                     |           |  |
| Ardit 71’ Lenzi 81’ | Marcatori |  |

| Benevento 27 novembre 1960 9ª giornata | San Vito Benevento | 0 – 0 referto | Salernitana | Stadio Gennaro Meomartini |

| Salerno 4 dicembre 1960 10ª giornata | Salernitana | 0 – 0 referto | Crotone | Stadio Donato Vestuti |

| Marsala 11 dicembre 1960 11ª giornata                                    | Marsala   | 3 – 0 referto | Salernitana | Stadio Antonino Lombardo Angotta |
| \| \| \| \| \| Minto 41’ Perli 66’ Lavalpolicella 83’ \| Marcatori \| \| |           |               |             |                                  |
|                                                                          |           |               |             |                                  |
| Minto 41’ Perli 66’ Lavalpolicella 83’                                   | Marcatori |               |             |                                  |

|                                        |           |  |
| Minto 41’ Perli 66’ Lavalpolicella 83’ | Marcatori |  |

| Salerno 18 dicembre 1960 12ª giornata | Salernitana | 0 – 0 referto | Akragas | Stadio Donato Vestuti |

| Taranto 24 dicembre 1960 13ª giornata                      | Taranto   | 2 – 0 referto | Salernitana | Stadio Valentino Mazzola |
| \| \| \| \| \| Biagioli 61’ Giorgis 79’ \| Marcatori \| \| |           |               |             |                          |
|                                                            |           |               |             |                          |
| Biagioli 61’ Giorgis 79’                                   | Marcatori |               |             |                          |

|                          |           |  |
| Biagioli 61’ Giorgis 79’ | Marcatori |  |

| Salerno 1º gennaio 1961 14ª giornata | Salernitana | 0 – 0 referto | Bisceglie | Stadio Donato Vestuti |

| Pescara 8 gennaio 1961 15ª giornata                       | Pescara   | 2 – 0 referto | Salernitana | Stadio Adriatico |
| \| \| \| \| \| Marangi 37’ Borella 74’ \| Marcatori \| \| |           |               |             |                  |
|                                                           |           |               |             |                  |
| Marangi 37’ Borella 74’                                   | Marcatori |               |             |                  |

|                         |           |  |
| Marangi 37’ Borella 74’ | Marcatori |  |

| Salerno 15 gennaio 1961 16ª giornata            | Salernitana | 1 – 0 referto | Barletta | Stadio Donato Vestuti |
| \| \| \| \| \| Calabrese 21’ \| Marcatori \| \| |             |               |          |                       |
|                                                 |             |               |          |                       |
| Calabrese 21’                                   | Marcatori   |               |          |                       |

|               |           |  |
| Calabrese 21’ | Marcatori |  |

| Reggio Calabria 22 gennaio 1961 17ª giornata | Reggina | 0 – 0 referto | Salernitana | Stadio Comunale |

| Napoli 4 febbraio 1961 18ª giornata           | Cirio     | 0 – 1 referto | Salernitana | Stadio Signorini |
| \| \| \| \| \| \| Marcatori \| 25’ Mazzoni \| |           |               |             |                  |
|                                               |           |               |             |                  |
|                                               | Marcatori | 25’ Mazzoni   |             |                  |

|  |           |             |
|  | Marcatori | 25’ Mazzoni |

| Salerno 12 febbraio 1961 19ª giornata          | Salernitana | 1 – 0 referto | Trapani | Stadio Donato Vestuti |
| \| \| \| \| \| Calabrese 1’ \| Marcatori \| \| |             |               |         |                       |
|                                                |             |               |         |                       |
| Calabrese 1’                                   | Marcatori   |               |         |                       |

|              |           |  |
| Calabrese 1’ | Marcatori |  |

| Avellino 19 febbraio 1961 20ª giornata                    | Avellino  | 1 – 1 referto | Salernitana | Campo di Piazza d'Armi |
| \| \| \| \| \| Del Gaudio 5’ \| Marcatori \| 52’ Gaeta \| |           |               |             |                        |
|                                                           |           |               |             |                        |
| Del Gaudio 5’                                             | Marcatori | 52’ Gaeta     |             |                        |

|               |           |           |
| Del Gaudio 5’ | Marcatori | 52’ Gaeta |

| Salerno 26 febbraio 1961 21ª giornata                                                  | Salernitana | 2 – 2 referto                 | Lecce | Stadio Donato Vestuti |
| \| \| \| \| \| Mazzoni 59’ Santin 84’ \| Marcatori \| 71’ (rig.) Arfuso 81’ Gambino \| |             |                               |       |                       |
|                                                                                        |             |                               |       |                       |
| Mazzoni 59’ Santin 84’                                                                 | Marcatori   | 71’ (rig.) Arfuso 81’ Gambino |       |                       |

|                        |           |                               |
| Mazzoni 59’ Santin 84’ | Marcatori | 71’ (rig.) Arfuso 81’ Gambino |

| L'Aquila 5 marzo 1961 22ª giornata | L’Aquila | 0 – 0 referto | Salernitana | Stadio Comunale |

| Salerno 12 marzo 1961 23ª giornata | Salernitana | 0 – 0 referto | Siracusa | Stadio Donato Vestuti |

| Chieti 19 marzo 1961 24ª giornata                       | Chieti    | 1 – 1 referto | Salernitana | Stadio della Civitella |
| \| \| \| \| \| Grotti 14’ \| Marcatori \| 51’ Marano \| |           |               |             |                        |
|                                                         |           |               |             |                        |
| Grotti 14’                                              | Marcatori | 51’ Marano    |             |                        |

|            |           |            |
| Grotti 14’ | Marcatori | 51’ Marano |

| Salerno 26 marzo 1961 25ª giornata                         | Salernitana | 2 – 0 referto | Cosenza | Stadio Donato Vestuti |
| \| \| \| \| \| Mazzoni 64’ Franzò 90+2’ \| Marcatori \| \| |             |               |         |                       |
|                                                            |             |               |         |                       |
| Mazzoni 64’ Franzò 90+2’                                   | Marcatori   |               |         |                       |

|                          |           |  |
| Mazzoni 64’ Franzò 90+2’ | Marcatori |  |

| Salerno 1º aprile 1961 26ª giornata                                      | Salernitana | 2 – 1 referto | San Vito Benevento | Stadio Donato Vestuti |
| \| \| \| \| \| Mazzoni 39’ Calabrese 66’ \| Marcatori \| 71’ Firicano \| |             |               |                    |                       |
|                                                                          |             |               |                    |                       |
| Mazzoni 39’ Calabrese 66’                                                | Marcatori   | 71’ Firicano  |                    |                       |

|                           |           |              |
| Mazzoni 39’ Calabrese 66’ | Marcatori | 71’ Firicano |

| Crotone 9 aprile 1961 27ª giornata                                | Crotone   | 2 – 1 referto | Salernitana | Stadio Ezio Scida |
| \| \| \| \| \| Veglianetti 35’, 57’ \| Marcatori \| 19’ Franzò \| |           |               |             |                   |
|                                                                   |           |               |             |                   |
| Veglianetti 35’, 57’                                              | Marcatori | 19’ Franzò    |             |                   |

|                      |           |            |
| Veglianetti 35’, 57’ | Marcatori | 19’ Franzò |

| Salerno 16 aprile 1961 28ª giornata                     | Salernitana | 2 – 0 referto | Marsala | Stadio Donato Vestuti |
| \| \| \| \| \| Franzò 40’ Marano 71’ \| Marcatori \| \| |             |               |         |                       |
|                                                         |             |               |         |                       |
| Franzò 40’ Marano 71’                                   | Marcatori   |               |         |                       |

|                       |           |  |
| Franzò 40’ Marano 71’ | Marcatori |  |

| Agrigento 23 aprile 1961 29ª giornata           | Akragas   | 1 – 0 referto | Salernitana | Stadio Esseneto |
| \| \| \| \| \| Genovesio 40’ \| Marcatori \| \| |           |               |             |                 |
|                                                 |           |               |             |                 |
| Genovesio 40’                                   | Marcatori |               |             |                 |

|               |           |  |
| Genovesio 40’ | Marcatori |  |

| Salerno 7 maggio 1961 30ª giornata              | Salernitana | 1 – 0 referto | Taranto | Stadio Donato Vestuti |
| \| \| \| \| \| Beltrandi 75’ \| Marcatori \| \| |             |               |         |                       |
|                                                 |             |               |         |                       |
| Beltrandi 75’                                   | Marcatori   |               |         |                       |

|               |           |  |
| Beltrandi 75’ | Marcatori |  |

| Bisceglie 14 maggio 1961 31ª giornata                                                                           | Bisceglie | 5 – 2 referto                   | Salernitana |  |
| \| \| \| \| \| Renzulli 8’, 30’, 78’ Oreste 51’ Antonino 61’ \| Marcatori \| 34’ (rig.) Franchini 55’ Santin \| |           |                                 |             |  |
| |           |                                 |             |  |
| Renzulli 8’, 30’, 78’ Oreste 51’ Antonino 61’                                                                   | Marcatori | 34’ (rig.) Franchini 55’ Santin |             |  |

|                                               |           |                                 |
| Renzulli 8’, 30’, 78’ Oreste 51’ Antonino 61’ | Marcatori | 34’ (rig.) Franchini 55’ Santin |

| Salerno 21 maggio 1961 32ª giornata             | Salernitana | 0 – 1 referto | Pescara | Stadio Donato Vestuti |
| \| \| \| \| \| \| Marcatori \| 86’ Meregalli \| |             |               |         |                       |
|                                                 |             |               |         |                       |
|                                                 | Marcatori   | 86’ Meregalli |         |                       |

|  |           |               |
|  | Marcatori | 86’ Meregalli |

| Barletta 28 maggio 1961 33ª giornata                      | Barletta  | 1 – 1 referto | Salernitana | Stadio Lello Simeone |
| \| \| \| \| \| Peruzzi 58’ \| Marcatori \| 66’ Mazzoni \| |           |               |             |                      |
|                                                           |           |               |             |                      |
| Peruzzi 58’                                               | Marcatori | 66’ Mazzoni   |             |                      |

|             |           |             |
| Peruzzi 58’ | Marcatori | 66’ Mazzoni |

| Salerno 4 giugno 1961 34ª giornata                                                      | Salernitana | 3 – 2 referto       | Reggina | Stadio Donato Vestuti |
| \| \| \| \| \| Mazzoni 30’ Santin 31’ Marano 59’ \| Marcatori \| 51’, 89’ Dal Balcon \| |             |                     |         |                       |
|                                                                                         |             |                     |         |                       |
| Mazzoni 30’ Santin 31’ Marano 59’                                                       | Marcatori   | 51’, 89’ Dal Balcon |         |                       |

|                                   |           |                     |
| Mazzoni 30’ Santin 31’ Marano 59’ | Marcatori | 51’, 89’ Dal Balcon |

| Competizione | Punti | In casa | In casa | In casa | In casa | In casa | In casa | In trasferta | In trasferta | In trasferta | In trasferta | In trasferta | In trasferta | Totale | Totale | Totale | Totale | Totale | Totale | DR |
| Competizione | Punti | G       | V       | N       | P       | Gf      | Gs      | G            | V            | N            | P            | Gf           | Gs           | G      | V      | N      | P      | Gf     | Gs     | DR |
| ------------ | ----- | ------- | ------- | ------- | ------- | ------- | ------- | ------------ | ------------ | ------------ | ------------ | ------------ | ------------ | ------ | ------ | ------ | ------ | ------ | ------ | -- |
| Serie C      | 33    | 17      | 9       | 7       | 1       | 19      | 7       | 17           | 1            | 6            | 10           | 10           | 29           | 34     | 10     | 13     | 11     | 29     | 36     | -7 |

| Giornata  | 1 | 2 | 3 | 4 | 5 | 6 | 7 | 8 | 9 | 10 | 11 | 12 | 13 | 14 | 15 | 16 | 17 | 18 | 19 | 20 | 21 | 22 | 23 | 24 | 25 | 26 | 27 | 28 | 29 | 30 | 31 | 32 | 33 | 34 |
| --------- | - | - | - | - | - | - | - | - | - | -- | -- | -- | -- | -- | -- | -- | -- | -- | -- | -- | -- | -- | -- | -- | -- | -- | -- | -- | -- | -- | -- | -- | -- | -- |
| Luogo     | C | T | C | T | C | T | C | T | T | C  | T  | C  | T  | C  | T  | C  | T  | T  | C  | T  | C  | T  | C  | T  | C  | C  | T  | C  | T  | C  | T  | C  | T  | C  |
| Risultato | V | P | N | P | N | P | V | P | N | N  | P  | N  | P  | N  | P  | V  | N  | V  | V  | N  | N  | N  | N  | N  | V  | V  | P  | V  | P  | V  | P  | P  | N  | V  |

| Giocatore      | Serie C  | Serie C | Serie C     | Serie C    |
| Giocatore      | Presenze | Reti    | Ammonizioni | Espulsioni |
| -------------- | -------- | ------- | ----------- | ---------- |
| A. Barone      | 22       | 0       | ?           | ?          |
| R. Beltrandi   | 24       | 1       | ?           | ?          |
| F. Biccari     | 6        | -6      | ?           | ?          |
| I. Borriello   | 3        | 0       | ?           | ?          |
| V. Calabrese   | 17       | 3       | ?           | ?          |
| M. Cerbara     | 5        | 0       | ?           | ?          |
| C. Darni       | 32       | 0       | ?           | ?          |
| B. Fontanaresi | 21       | -20     | ?           | ?          |
| C. Franchini   | 28       | 1       | ?           | ?          |
| G. Franzò      | 22       | 4       | ?           | ?          |
| G. Gaeta       | 21       | 1       | ?           | ?          |
| L. Giglietti   | 7        | -10     | ?           | ?          |
| G. Logaglio    | 11       | 1       | ?           | ?          |
| L. Macripò     | 17       | 0       | ?           | ?          |
| G. Magazzù     | 28       | 0       | ?           | ?          |
| F. Marano      | 17       | 3       | ?           | ?          |
| L. Mazzoni     | 31       | 9       | ?           | ?          |
| G. Nerozzi     | 21       | 0       | ?           | ?          |
| F. Oreste      | 4        | 0       | ?           | ?          |
| M. Porpora     | 3        | 0       | ?           | ?          |
| P. Santin      | 33       | 4       | ?           | ?          |
| G. Smaldone    | 1        | 0       | ?           | ?          |

| U.S. Salernitana 1919 – Archivio delle stagioni | U.S. Salernitana 1919 – Archivio delle stagioni |
| ----------------------------------------------- | --- |
| Unione Sportiva Salernitana                     | 1919-20 · 1920-21 · 1921-22 |
| Società Sportiva Salernitanaudax                | 1922-23 · 1923-24 · 1924-25 · 1925-26 · 1926-27 |
| Unione Sportiva Fascista Salernitana            | 1927-28 · 1928-29 |
| Unione Sportiva Fascista Salernitana            | 1929-30 · 1930-31 · 1931-32 · 1932-33 · 1933-34 · 1934-35 · 1935-36 · 1936-37 · 1937-38 · 1938-39 · 1939-40 · 1940-41 · 1941-42 · 1942-43 |
| Unione Sportiva Salernitana                     | 1944 · 1945 · 1945-46 · 1946-47 · 1947-48 · 1948-49 · 1949-50 · 1950-51 · 1951-52 · 1952-53 · 1953-54 · 1954-55 · 1955-56 · 1956-57 · 1957-58 · 1958-59 · 1959-60 · 1960-61 · 1961-62 · 1962-63 · 1963-64 · 1964-65 · 1965-66 · 1966-67 · 1967-68 · 1968-69 · 1969-70 · 1970-71 · 1971-72 · 1972-73 · 1973-74 · 1974-75 · 1975-76 · 1976-77 |
| Salernitana Sport                               | 1977-78 · 1978-79 · 1979-80 · 1980-81 · 1981-82 · 1982-83 · 1983-84 · 1984-85 · 1985-86 · 1986-87 · 1987-88 · 1988-89 · 1989-90 · 1990-91 · 1991-92 · 1992-93 · 1993-94 · 1994-95 · 1995-96 · 1996-97 · 1997-98 · 1998-99 · 1999-00 · 2000-01 · 2001-02 · 2002-03 · 2003-04 · 2004-05                                                       |
| Salernitana Calcio 1919                         | 2005-06 · 2006-07 · 2007-08 · 2008-09 · 2009-10 · 2010-11 |
| Salerno Calcio                                  | 2011-12 |
| Unione Sportiva Salernitana 1919                | 2012-13 · 2013-14 · 2014-15 · 2015-16 · 2016-17 · 2017-18 · 2018-19 · 2019-20 · 2020-21 · 2021-22 · 2022-23 · 2023-24 · 2024-25 |

| Calcio in Italia nella stagione 1960-1961 | Calcio in Italia nella stagione 1960-1961 |
| ----------------------------------------- | --- |
| Campionati                                | Serie A · Serie B · Serie C · Serie D · 1ª Categoria · 2ª e 3ª Categoria |
| Coppe                                     | Coppa Italia |
| Stagioni dei club                         | |
| Serie A                                   | Atalanta · Bari · Bologna · Catania · Fiorentina · Inter · Juventus · L.R. Vicenza · Lazio · Lecco · Milan · Napoli · Padova · Roma · Sampdoria · SPAL · Torino · Udinese |
| Serie B                                   | Alessandria · Brescia · Catanzaro · Como · Foggia · Genoa · Marzotto · Messina · Novara · Ozo Mantova · Palermo · Parma · Prato · Pro Patria · Reggiana · Sambenedettese · Simmenthal Monza · Triestina · Venezia · Verona |
| Serie C                                   | Girone A Biellese · Bolzano · Casale · Cremonese · Entella · Fanfulla · Legnano · Mestrina · Modena · Piacenza · Pordenone · Pro Vercelli · Sanremese · Saronno · Savona · Spezia · Treviso · Varese Girone B Anconitana · Arezzo · Cagliari · Cesena · Del Duca Ascoli · Forlì · Livorno · Lucchese · Perugia · Pisa · Pistoiese · Rimini · Sarom Ravenna · Siena · Tevere Roma · Torres · Viareggio · Vis Sauro Girone C Akragas · Avellino · Barletta · Bisceglie · Chieti · Cirio · Cosenza · Crotone · L'Aquila · Lecce · Marsala · Pescara · Reggina · Sanvito Benevento · Salernitana · Siracusa · Taranto · Trapani |
| Serie D                                   | Potenza |
| 1959-1960 ⇐ · ⇒ 1961-1962                 | |
| Girone A                                  | Biellese · Bolzano · Casale · Cremonese · Entella · Fanfulla · Legnano · Mestrina · Modena · Piacenza · Pordenone · Pro Vercelli · Sanremese · Saronno · Savona · Spezia · Treviso · Varese |
| Girone B                                  | Anconitana · Arezzo · Cagliari · Cesena · Del Duca Ascoli · Forlì · Livorno · Lucchese · Perugia · Pisa · Pistoiese · Rimini · Sarom Ravenna · Siena · Tevere Roma · Torres · Viareggio · Vis Sauro |
| Girone C                                  | Akragas · Avellino · Barletta · Bisceglie · Chieti · Cirio · Cosenza · Crotone · L'Aquila · Lecce · Marsala · Pescara · Reggina · Sanvito Benevento · Salernitana · Siracusa · Taranto · Trapani |

| Girone A | Biellese · Bolzano · Casale · Cremonese · Entella · Fanfulla · Legnano · Mestrina · Modena · Piacenza · Pordenone · Pro Vercelli · Sanremese · Saronno · Savona · Spezia · Treviso · Varese         |
| Girone B | Anconitana · Arezzo · Cagliari · Cesena · Del Duca Ascoli · Forlì · Livorno · Lucchese · Perugia · Pisa · Pistoiese · Rimini · Sarom Ravenna · Siena · Tevere Roma · Torres · Viareggio · Vis Sauro |
| Girone C | Akragas · Avellino · Barletta · Bisceglie · Chieti · Cirio · Cosenza · Crotone · L'Aquila · Lecce · Marsala · Pescara · Reggina · Sanvito Benevento · Salernitana · Siracusa · Taranto · Trapani    |